# Callixena subterminalis
Callixena subterminalis là một loài bướm đêm trong họ Noctuidae.